# Parieren
Der Begriff Parieren wird in mehreren Zusammenhängen verwendet, wie unter anderem im Bereich des Kampfes, der Kampfkunst, des Sports und der Rhetorik. Allgemein wird „Parieren“ meist als Abwehr und/oder Gegenangriff bzw. Reaktion auf eine Einwirkung von anderer Seite verstanden.
Außerdem ist es ein Fachausdruck in der Küchensprache.

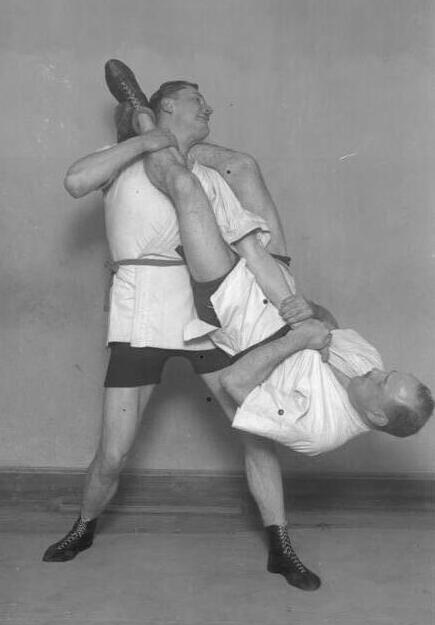
Parieren eines Angriffs beim Jiu Jitsu mit einer Hals-Umklammerung

## Sport
Der Begriff Parieren findet im Bereich des Sports vielfach Verwendung, insbesondere bei Sportarten mit Kampf- oder Wettbewerbscharakter, wie zum Beispiel im Kampfsport und im Mannschaftssport. Häufig wird erfolgreiches Parieren als Parade bezeichnet.

### Kampfkunst
In der Kampfkunst, wie zum Beispiel beim chinesischen Shaolin Kung Fu und beim japanischen Karate, wird Parieren als Abwehr eines gegnerischen Angriffs verstanden.

### Fechten
Die Abwehr der gegnerischen Schläge mit einem Schild oder einer Blankwaffe beim Schwertkampf oder Fechtsport wird ebenfalls als Parieren bezeichnet.

### Fußball
Der Torwart pariert; ein typischer Begriff, wenn der Torwart einen Schuss hält.

### Reiten
Das Parieren ist beim Reiten eine versammelnde oder die Gangart verlangsamende Hilfe. Der Zügel wird bei gleichzeitig treibendem Schenkeln und Kreuzanspannen verkürzt und sofort wieder nachgegeben. Man unterscheidet halbe Paraden und ganze Paraden. Ganze Paraden führen zum Halten. Halbe Paraden werden je nach Zweck verschieden ausgeführt (siehe Tabelle).
| Halbe Paraden            | Schenkel   | Gewicht  | Zügel                                          |
| ------------------------ | ---------- | -------- | ---------------------------------------------- |
| aufmerksam machen        | treibend   | treibend | innerer kurz annehmend, dann wieder nachgebend |
| herabsetzen von Tempo    | treibend   | treibend | durchhaltend                                   |
| herabsetzen von Gangart  | verwahrend | treibend | durchhaltend                                   |
| verbessern der Anlehnung | treibend   | treibend | gegenhaltend und plötzlich nachgebend          |

Durchparieren (zum Trab, Schritt oder Halten) wird das Parieren genannt, das zum Wechsel in eine niedrigere Gangart oder zum Halten führt.
Die Parade soll mit möglichst geringer Krafteinwirkung im empfindlichen Pferdemaul und nur für einen kurzen Moment erfolgen. Die Hände werden nicht nach hinten bewegt (unsichtbare Hilfengebung). Die Faust wird geschlossen („Schwammausdrücken“), leicht eingedreht, so dass sich der kleine Finger in Richtung Bauch bewegt, oder maximal die Fäuste im Handgelenk nach innen Richtung Bauch gedreht. Eine einseitige Parade kann, ohne das Pferd zu stören, nur dann gegeben werden, wenn das Hinterbein auf der Seite, auf der die Parade gegeben wird, gerade im Vorschwingen begriffen ist und bevor es den Boden berührt. Damit kann eine Parade auch nur dann gegeben werden, wenn zugleich der Schenkel des Reiters auf der gleichen Seite treibt.
Von der Parade zu unterscheiden sind der durchhaltende Zügel und die verwahrende Zügelhilfe.
Bei der Hohe-Schule-Lektion Schulparade wird das Pferd im Stehen hoch versammelt.

## Kochen

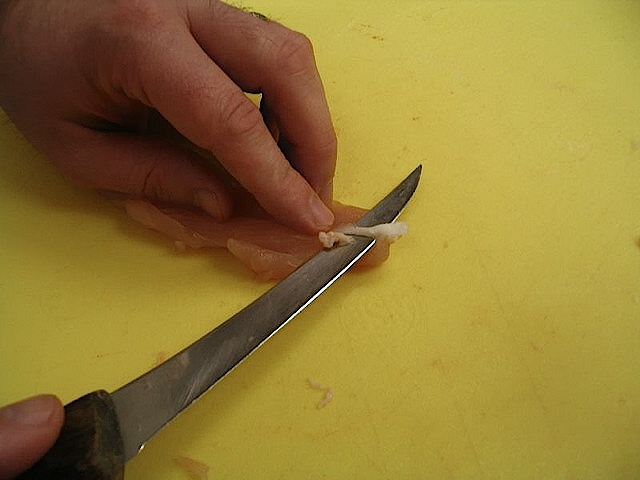
Parieren von Hühnerfleisch (hier Entfernen von Sehnen bei einem Filet-Mignon-Stück)

Das Parieren bezeichnet in der Küchensprache die Bearbeitung von Fleischstücken, um sie von Sehnen, Häuten (Bindegewebe) und Fett zu befreien, bevor sie zubereitet werden. Die dabei anfallenden Parüren werden oft für die Herstellung von Fonds und Soßen verwendet.